# Dazincourt
Joseph-Jean-Baptiste Albouy, conhecido como Dazincourt, (Marselha, 11 de dezembro de 1747 — Paris, 28 de março de 1809) foi um ator francês.

## Biografia
Educado nos Oratorianos, Dazincourt entra para o serviço do Marechal de Richelieu em 1766 e começa a se experimentar na comédia. Decidindo adotar a profissão, deixa Paris em segredo e se dirige a Bruxelas, seguindo os conselhos de D'Hannetaire, então no auge de sua carreira.
Após apresentar-se no Teatro de la Monnaie de 1771 a 1776, Dazincourt volta a Paris e debuta na Comédie-Française em 21 de Novembro de 1776, no papel de Crispin em "Folies amoureuses" de Jean-François Regnard. Torna-se sócio do teatro em 1778 e permanece como tal até sua morte.
A revista "Mercure de France" de Dezembro de 1776 comenta da seguinte forma sua estréia : « Este ator tem um talento formado, um jogo de cena racional, muita inteligência, delicadeza e verdade. É um bom comediante, sem ser farsesco, divertido sem ser exagerado ». 
Na noite de 12 de Setembro de 1793, foi preso como « suspeito », , com mais 12 atores do "Théâtre-Français", fiéis à monarquia, e encerrados na Prisão das Madelonnettes, por ter participado da encenação teatral da peça "Pamela", considerada subversiva.
O grande papel de Dazincourt foi incontestavelmente o de Fígaro em "As Bodas de Fígaro" e no "Barbeiro de Sevilha", de Beaumarchais.
No ano de sua morte apareceram as suas "Memórias", publicadas por Henri-Alexis Cahaisse.